# Mura Masa
Mura Masa (англ. Alex Crossan) — британский музыкант, продюсер, диджей, мультиинструменталист, автор-исполнитель в различных стилях электронной музыки.
Его сценическое имя позаимствовано у знаменитого японского кузнеца и мастера мечей Мурамаса (яп. 千子 村正), жившего в XVI веке.
Трек «Love$ick» достиг позиции № 1 в чартах Spotify в Великобритании и в США, а в 2017 году был номинирован на музыкальную премию Ivor Novello Awards.

## Биография
Родился 5 апреля 1996 года на маленьком острове Гернси (Великобритания) в проливе Ла-Манш.

## Дискография
Дискография Mura Masa включает десятки альбомов и синглов, в том числе, следующие релизы:
Студийные альбомы
- 2017: Mura Masa[8][9]
- R.Y.C. (2020)
- Demon Time (2022)
- Curve 1 (2024)

## Награды и номинации
Sound of…

| Год  | Номинируемая работа | Категория             | Результат |
| ---- | ------------------- | --------------------- | --------- |
| 2016 | «Mura Masa»         | Best new music talent | Номинация |

Ivor Novello Awards

| Год  | Номинируемая работа | Категория              | Результат |
| ---- | ------------------- | ---------------------- | --------- |
| 2017 | «Love$ick»          | Best Contemporary Song | Номинация |

Grammy Awards
| Награда       | Год  | Категория                                      | Работа                           | Результат | Ссылка        |
| ------------- | ---- | ---------------------------------------------- | -------------------------------- | --------- | ------------- |
| Grammy Awards | 2018 | Лучший танцевальный/электронный альбом         | Mura Masa                        | Номинация | [ 11 ] [ 12 ] |
| Grammy Awards | 2018 | Best Recording Package                         | Mura Masa                        | Номинация | [ 11 ] [ 12 ] |
| Grammy Awards | 2019 | Лучшая ремикшированная запись, не классическая | «Walking Away (Mura Masa Remix)» | Победа    | [ 11 ] [ 12 ] |
| Grammy Awards | 2022 | Лучшая ремикшированная запись, не классическая | «Talks (Mura Masa Remix)»        | Номинация | [ 13 ]        |